# Krisztinaváros
Krisztinaváros ([ˈkɾistinɒvaːɾoʃ]) est un quartier de Budapest, situé à cheval sur les 1er et 12e arrondissements.

## Périmètre
Selon l'arrêté du 12 décembre 2012 (94/2012. (XII. 27.), annexe 31) de l'assemblée métropolitaine de Budapest, le périmètre du quartier est le suivant : Szilágyi Erzsébet fasor à partir de Városmajor utca– Széll Kálmán tér–Várfok utca–de l'enceinte du côté occidental de la Porte de Vienne jusqu'au n°9 de Dózsa György tér–Pásztor-lépcső–Gellérthegy utca–Czakó utca–Hegyalja út–Avar utca–Kiss János altábornagy utca–Ugocsa utca–Böszörményi út–Kék-Golyó utca–Ráth György utca–Roskovics utca–Bíró utca–Alma utca–Gaál József út–Határőr út–Városmajor utca jusqu'à Szilágyi Erzsébet fasor.